# Clarence Johnson
Clarence Leonard „Kelly“ Johnson (27. února 1910 – 21. prosince 1990) byl americký letecký a systémový inženýr. Je uznáván za řadu důležitých leteckých návrhů, mezi které patří stroje Lockheed U-2 a SR-71 Blackbird. Vedle návrhu prvního letounu, který překročil Mach 3, se také podílel na prvním bojovém letounu schopném rychlosti Mach 2 – Lockheed F-104 Starfighter, prvním americkém proudovém stíhači zařazeném do služby – Lockheed P-80 Shooting Star, stejně jako první americké stíhačce, která překročila rychlost 400 mph – Lockheed P-38 Lightning a mnoha dalších příspěvcích k nemalému počtu letadel. Johnson více než čtyři desetiletí pracoval jako člen a první vedoucí týmu Lockheed Skunk Works a říká se o něm, že byl „organizačním géniem“. Hrál vedoucí úlohu v konstrukci více než čtyřiceti letadel, z nichž několik dostalo prestižní cenu Collier Trophy a získal reputaci jako jeden z nejtalentovanějších a nejplodnějších leteckých konstruktérů v historii.
V roce 2003 v rámci připomínky 100. výročí letu bratří Wrightů ho časopis „Aviation Week & Space Technology“ zařadil na 8. místo v seznamu 100 nejvýznamnějších a nejvlivnějších lidí v prvním století letectví. Johnsonův vedoucí v Lockheedu Hall Hibbard, odkazujíc na Johnsonův švédský původ, poznamenal inženýrovi Benu Richovi: „Ten zatracený Švéd vážně vidí vzduch.“

## Letadla
Kelly Johnson přispěl k návrhu následujících strojů:
- F–80 Shooting Star
- XF-90
- X-7
- T-33
- F-94 Starfire
- F–104 Starfighter
- Lockheed U-2
- C-140 JetStar
- Blackbird a varianty: A-11, A-12, YF-12, SR–71, M–21 a D–21
- Orion 9D
- Model 10 a Model 12 Electra
- XC–35
- Model 14 Super Electra
- P–38 Lightning
- Model 18 Lodestar
- B–37
- PV-1 Ventura
- P2V Neptune
- série Lockheed Constellation
- Lockheed C-130 Hercules